# Maria Climent
Maria Climent Huguet (Amposta, 1985) es una escritora y traductora española en lengua catalana. Es licenciada en Traducción e Interpretación por la Universidad Autónoma de Barcelona y ha estudiado Guion. Su carrera profesional ha pasado por la enseñanza de idiomas, el copywriting, la gestión de redes sociales y de contenido y la enseñanza de escritura creativa. A raíz de un taller de escritura en la revista cultural Catorze inició una colaboración con el medio.
El 16 de octubre de 2019 se publicó su primera novela, Gina, que narra, desde el humor, las dificultades a las que se enfrenta la joven protagonista después de ser diagnosticada con esclerosis múltiple, dolencia que también sufre la autora. La obra está escrita en el dialecto del catalán propio del delta del Ebro. La editorial Alfaguara la ha publicado traducida al castellano. Con esta obra, ganó el premio literario El Setè Cel, de Salt (Gerona), en octubre de 2020.